# Consolidated B-32 Dominator
Il Consolidated B-32 Dominator fu un bombardiere strategico, quadrimotore ad elica ed ala alta, sviluppato dall'azienda aeronautica statunitense Consolidated Aircraft Corporation nei primi anni quaranta.
Prodotto a partire dal 1942 e destinato a sostituire il precedente B-24 Liberator, il B-32 fu inoltre concepito per essere 'la ruota di scorta' dell'USAF, nel caso di fallimento del tecnologicamente avanzato, ma anche rischioso, programma che doveva portare alla produzione del B-29 Superfortress. Rispetto a quest'ultimo, il B-32 era un aereo meno sofisticato, con una progettazione poco innovativa che lo rese simile al precedente B-24, pur essendo molto ingrandito e potenziato, e dotato di un'unica deriva, come nel caso del Consolidated PB4Y-2 Privateer.
Costruito in soli 118 esemplari, esso non ebbe molto successo nelle poche operazioni belliche della Seconda guerra mondiale cui prese parte, dimostrandosi un duro avversario per i caccia giapponesi, ma anche pericolosamente soggetto ad incidenti mortali. Nonostante le pecche, il B-32 era pur sempre, nel campo degli aerei della seconda guerra mondiale, un modello secondo in potenza solo al B-29 e con caratteristiche ad esso assai simili.

## Storia del progetto
Il progetto del B-29 Superfortress iniziò a metà del 1938. Nel giugno del 1940 l'USAAF chiese alla Consolidated un progetto alternativo come riserva in caso di problemi nello sviluppo del B-29.
La Consolidated propose il Model 33 derivato dal B-24, un progetto simile anche se di dimensioni maggiori, e come il B-24 era caratterizzato dall'ala Davis ad alto allungamento, da un impennaggio dotato di due derive a disco e dai portelli della stiva bombe scorrevoli, ma la fusoliera era più grande, a sezione circolare, ed il muso era arrotondato.
Per la propulsione erano previsti motori Wright R-3350 Super Cyclone da 2 200 hp con eliche Curtiss Electric tripala, gli stessi del B-29, cabina pressurizzata ed un armamento difensivo basato su quattordici mitragliatrici Browning M2 calibro .50 in (12,7 mm) in torrette controllate a distanza, il tutto per il peso totale previsto di 45.814 kg.
L'USAAF firmò un contratto per tre prototipi XB-32 il 6 settembre 1940, lo stesso giorno dell'ordine per il prototipo XB-29 della Boeing.

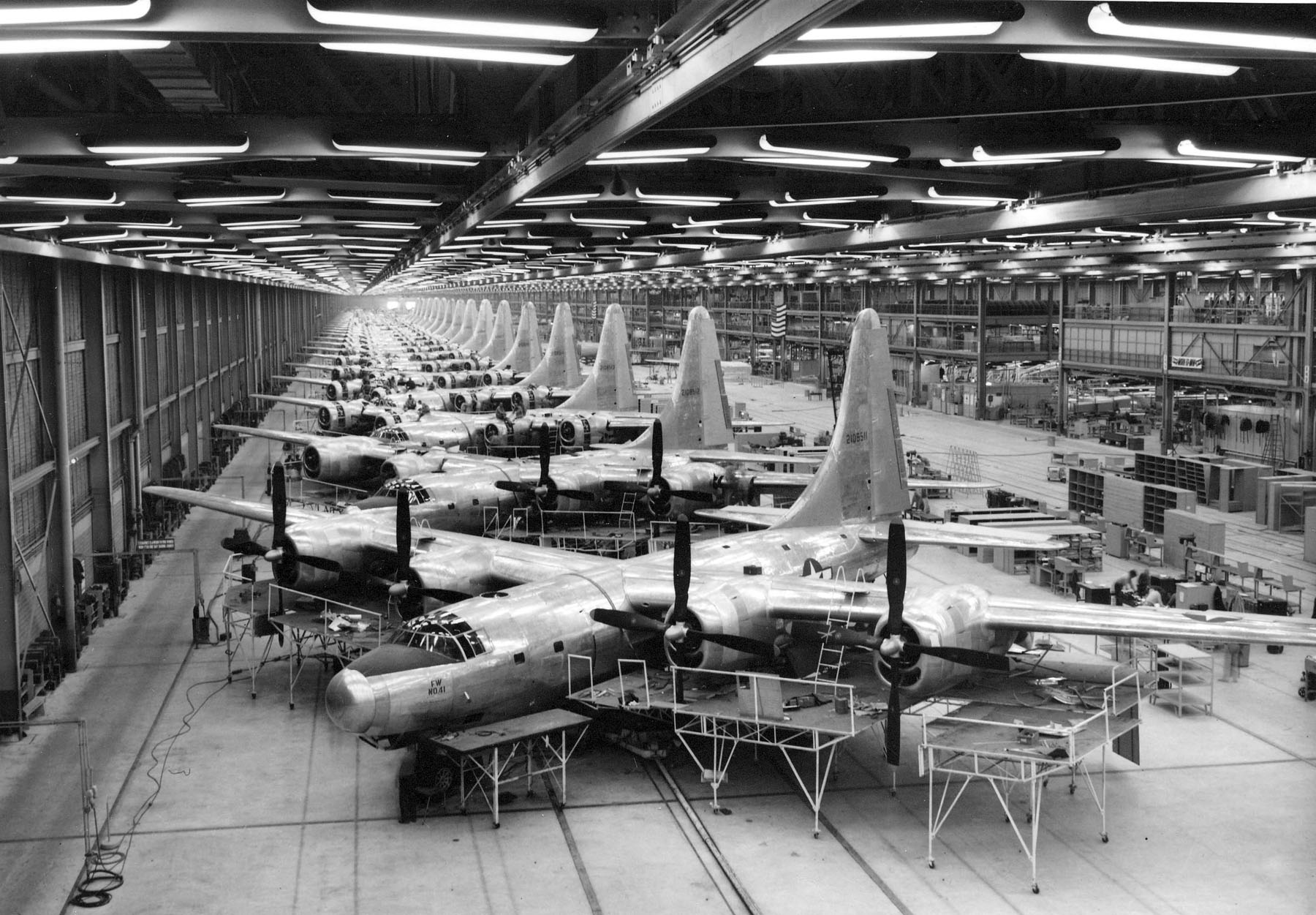
La linea di produzione del Dominator a Fort Worth.

Il primo XB-32 (41-141) venne costruito nello stabilimento della Consolidated di Fort Worth in Texas e volò per la prima volta il 7 settembre 1942. Questo primo prototipo era privo di sistema di pressurizzazione, torrette difensive e portelli del carrello perché davano ancora alcuni problemi. Il prototipo aveva motori R-3350-13 alle gondole interne e R-3350-21 alle gondole esterne. Le eliche dei motori interni avevano la possibilità di inversione del passo per ridurre la corsa d'atterraggio. Durante la fase di prove in volo i motori diedero problemi a causa di perdite d'olio e del raffreddamento inadeguato. L'XB-32 "41-141" era equipaggiato con otto mitragliatrici da 12,7 mm in due torrette dorsali e due ventrali più due mitragliatrici da 12,7 mm ed un cannone da 20 mm in ogni gondola motore esterna sparanti all'indietro controllate a distanza ed una mitragliatrice da 12,7 mm in ogni ala all'esterno delle eliche.
Il 17 marzo 1943 l'USAAF sottoscrisse un contratto di fornitura per trecento B-32 nonostante continuassero i problemi al prototipo.
Il 10 maggio 1943 il primo XB-32 si schiantò in decollo dopo avere compiuto trenta voli di collaudo a causa di un guasto agli ipersostentatori.
Il 2 luglio 1943 volò per la prima volta il secondo XB-32 (41-142).
Dopo alcuni collaudi l'USAAF richiese una revisione del progetto iniziale che avrebbe dovuto adottare numerose modifiche, tra le quali una suddivisione dell'armamento difensivo più tradizionale a causa di problemi con le torrette comandate a distanza. Di conseguenza venne ridotto a dieci mitragliatrici M2 da 12,7 mm così suddivise:
- due in una torretta frontale Sperry A-17;
- due in una torretta dorsale Martin A-18 dietro alla cabina;
- due in una torretta dorsale Martin A-18 davanti alla deriva;
- due in una torretta ventrale Sperry retrattile;
- due in una torretta caudale Sperry A-17.

I problemi relativi al sistema di pressurizzazione non vennero mai risolti per cui si decise di eliminarlo per gli aerei di serie e non utilizzarli ad alta quota.
Il carico bellico venne aumentato da 1 814 kg a 9 072 kg, inoltre vennero introdotti un nuovo sistema di puntamento e sgancio delle bombe e nuove eliche quadripala.
Il secondo XB-32 continuò ad avere problemi di stabilità, per risolverli dopo il venticinquesimo volo venne montata una coda a deriva singola simile a quella del B-29, ma senza risultati.
Il terzo XB-32 (41-18336) volò per la prima volta il 3 novembre 1943 con una coda di nuova progettazione con deriva alta 5,9 m.

### Denominazione ufficiale
La Consolidated scelse inizialmente il nome Terminator, ma nell'agosto 1944 il Technical Subcommittee on naming aircraft propose di cambiarlo in Dominator, scelta accettata dalla Consolidated.
In seguito nell'estate del 1945 l'Assistant Secretary of State Archibald Mac Leish criticò il nome definendolo inadatto ad un aereo americano per cui si tornò al nome Terminator subito prima della cancellazione del programma.

## Versioni
XB-32Tre prototipi impiegati per i voli di collaudo durante lo sviluppo del progetto.
B-32AVersione di serie da bombardamento. Il primo B-32 di serie (42-108471) venne consegnato all'USAAF il 19 settembre 1944 con una deriva simile a quella del B-29. Lo stesso giorno ebbe un incidente in atterraggio per cedimento del carrello anteriore. Vennero prodotti settantaquattro aerei di questa versione.
TB-32AVersione da addestramento disarmata e con avionica semplificata. Aveva circa 320 kg di zavorra distribuiti per mantenere il baricentro. Il primo TB-32A venne consegnato il 27 gennaio 1945. Vennero prodotti quaranta aerei di questa versione dopo i primi quattordici B-32A.

## Impiego operativo
Inizialmente l'USAAF considerava il B-32 come un progetto di riserva nel caso di ritardi o fallimento del B-29, ma il successo del B-29 ed i ritardi del programma resero inutile il B-32.
I piani dell'USAAF per riequipaggiare coi B-32 i gruppi di volo dell'Eighth e Fifteenth Air Force prima del loro trasferimento nel Pacifico vennero resi impossibili dalla consegna di soli cinque B-32 entro la fine del 1944, mentre il B-29 era già in piena produzione ed impiego da parte della Twelfth Air Force.
La consegna dei primi B-32 iniziò quando il generale George Kenney, comandante della Fifth Air Force e delle forze aeree alleate nel Pacifico sudoccidentale andò a Washington per chiedere B-29. Poiché per i B-29 la priorità era il bombardamento strategico la richiesta fu respinta, e Kenney chiese i B-32.
Kenney fu autorizzato a provare i nuovi aerei in missioni reali e fu definita una serie di missioni di prova ed un piano per riequipaggiare coi B-32 due dei quattro squadron del 312th Bomb Group, all'epoca tutti su Douglas A-20 Havoc.
Il 12 maggio 1945 tre B-32 partirono da Fort Worth diretti alla base di Clark Field sull'isola di Luzon nelle Filippine, dove arrivarono due il 24 ed il terzo il 25, e furono assegnati al 386th Bomb Squadron del 312th Bomb Group per undici missioni di prova, completate il 17 giugno.
Gli equipaggi rimasero positivamente impressionati dalle prestazioni di atterraggio corto possibili grazie all'ala Davis ed agli inversori di passo delle eliche sui motori interni. Trovarono anche diversi difetti: la cabina era molto rumorosa, la disposizione della strumentazione inadatta, la visuale del bombardiere limitata; inoltre l'aereo era molto pesante e gli incendi ai motori frequenti.
Il 29 maggio 1945 i B-32 compirono la prima missione di bombardamento contro un deposito di rifornimenti ad Antatet sull'isola di Luzon nelle Filippine.
Il 15 giugno due B-32 sganciarono sedici bombe da 907 kg su una raffineria di zucchero a Taito sull'isola di Taiwan.
Il 22 giugno un B-32 attaccò con bombe da 227 kg una distilleria d'alcol a Heito sull'isola di Taiwan, e un altro B-32 mancò con bombe a frammentazione da 118 kg alcune postazioni d'artiglieria contraerea.
Il 25 giugno fu eseguita l'ultima missione d'attacco a dei ponti presso Kiirun sull'isola di Taiwan.
Le missioni di prova furono giudicate complessivamente positive, quindi nel luglio successivo il 386th Bomb Squadron completò la transizione sul B-32 e compì altre sei missioni prima della fine della guerra.
Il 13 agosto il 386th Bomb Squadron fu trasferito alla Yontan Air Base, nei pressi di Yomitan sull'isola di Okinawa, per eseguire ricognizioni fotografiche per verificare il rispetto delle condizioni di resa dei giapponesi. Nei giorni successivi arrivarono altri sei B-32.
Durante una di queste missioni i B-32 il 17 agosto furono attaccati da contraerea e caccia giapponesi, rivendicando un abbattimento certo e due probabili.
Il 18 agosto una formazione di quattro Mitsubishi A6M "Zero" e tre Kawanishi N1K2-J Shiden-Kai attaccarono quattro B-32 impegnati in missioni di ricognizione fotografica sul Giappone; fu l'ultimo combattimento aereo della guerra.
Il B-32 42-108532 "Hobo Queen II" fu gravemente danneggiato, uno degli operatori fotografici ferito ed un altro ucciso, l'ultima vittima alleata in combattimento della seconda guerra mondiale. Il suo equipaggio rivendicò l'abbattimento di due Zero ed il probabile abbattimento di uno Shiden-Kai.
L'ultima missione di ricognizione fotografica fu eseguita il 28 agosto; lo stesso giorno due B-32 andarono distrutti in due incidenti: morti quindici dei ventisei uomini d'equipaggio.
Il 386th Bomb Squadron terminò le operazioni il 30 agosto.
La produzione del B-32, di cui erano già stati ordinati altri 1 598 esemplari, fu cancellata l'8 settembre 1945 e terminò il 12 ottobre.
I B-32 furono accantonati all'Aerospace Maintenance and Regeneration Center (AMARC) sulla Davis-Monthan Air Force Base in Arizona e successivamente demoliti; l'ultimo, il 42-108474 inizialmente destinato al National Museum of the United States Air Force nei pressi della Wright-Patterson Air Force Base (base aerea Wright-Patterson) in Ohio, fu dichiarato in surplus e demolito a Davis-Monthan nell'agosto 1949.

## Utilizzatori
Stati Uniti
- United States Army Air Forces

## Livree
Come gli altri aerei prodotti in quel periodo, i B-32 vennero consegnati non verniciati a parte il pannello antiriflesso sopra al muso di fronte alla cabina e le capottature dei motori ai lati interni che erano verde oliva scuro FS34087 per evitare che i riflessi del sole sulle superfici metalliche potessero abbagliare l'equipaggio; arrivati al reparto erano eventualmente mimetizzati a discrezione del comandante.

### Pubblicazioni
- Stephen Harding, The Last to Die, in Air & Space, Volume 23, no. 4, novembre 2008.
- Stephen Harding, The Reluctant Dominator - Part One, in Aeroplane Monthly, Volume 17, no. 4, aprile 1989.